# Плішки
Плі́шки — село в Україні, в Олександрівській селищній громаді Кропивницького району Кіровоградської області. Населення становить 69 осіб.

## Географія
У селі бере початок річка Кандауровські Води.

## Населення
Згідно з переписом УРСР 1989 року чисельність наявного населення села становила 106 осіб, з яких 43 чоловіки та 63 жінки.
За переписом населення України 2001 року в селі мешкало 69 осіб.

### Мова
Розподіл населення за рідною мовою за даними перепису 2001 року:
| Мова       | Відсоток |
| ---------- | -------- |
| українська | 88,41 %  |
| молдовська | 5,80 %   |
| російська  | 5,80 %   |